# Josh Porebski
Josh Porebski (Wellington) es un deportista neozelandés que compitió en vela en la clase 49er. Ganó una medalla de plata en el Campeonato Mundial de 49er de 2013.

## Palmarés internacional
| \| Campeonato Mundial \| Campeonato Mundial \| Campeonato Mundial \| Campeonato Mundial \| \| Año \| Lugar \| Medalla \| Clase \| \| ------------------ \| ------------------ \| ------------------ \| ------------------ \| \| 2013 \| Marsella (Francia) \| Medalla de plata \| 49er \| |                    |                  |       |
| Campeonato Mundial |                    |                  |       |
| Año | Lugar              | Medalla          | Clase |
| 2013 | Marsella (Francia) | Medalla de plata | 49er  |